# Râul Timișana
Râul Timișana este un afluent al râului Timiș. 

## Hărți
- Harta județului Timiș